# Olivier Baud
Pour les articles homonymes, voir Baud.
Olivier Baud, décédé en 1478, posséda plusieurs offices publics dans le duché de Bretagne : officier de finances ; secrétaire de François II de Bretagne en 1457 ; receveur du domaine de Rennes en 1460 ; trésorier des guerres subordonné de Pierre Landais.

## Biographie
Il a acquis le manoir de la Boullay à Betton.
Il a été enterré à Rennes dans une chapelle du couvent des Cordeliers dont il était un des bienfaiteurs.

## Hommages
- En Bretagne, au moins trois rues portent son nom[1].

### Sources
- Les Noms qui ont fait l'histoire de Bretagne, Coop Breizh et Institut culturel de Bretagne, 1997, notice de Jean Kerhervé.